# Termorregulación
La termorregulación, regulación térmica o regulación de la  temperatura es la capacidad que tiene un organismo biológico para modificar su temperatura dentro de ciertos límites, incluso cuando la temperatura circundante es bastante diferente del rango de temperaturas-objetivo. El término se utiliza para describir los procesos que mantienen el equilibrio entre ganancia y pérdida de calor. Si se añade o quita una determinada cantidad de calor a un objeto, su temperatura aumenta o disminuye, respectivamente, en una cantidad que depende de su capacidad calorífica específica con un ambiente completo. 
En el estado estacionario, la tasa a la cual se produce calor (termogénesis) se equilibra por la tasa a la que el calor se disipa al ambiente (termólisis). En caso de desequilibrio entre termogénesis y termólisis se produce un cambio en la tasa de almacenamiento de calor corporal y consecuentemente un cambio en el contenido de calor del cuerpo y en la temperatura corporal.
Los organismos termorreguladores u homeotermos mantienen la temperatura corporal esencialmente constante en un amplio rango de condiciones ambientales. Por otra parte, los ectotermos o poiquilotermos son organismos cuya temperatura corporal varía con las condiciones ambientales. La forma de obtención del calor puede ser por endotermia o por ectotermia. Los organismos endotermos u homeotermos controlan la temperatura corporal mediante la producción interna de calor, y mantienen habitualmente dicha temperatura por encima de la temperatura ambiental. Los organismos ectotermos o poiquilotermos dependen, para regular su temperatura corporal, fundamentalmente de una fuente de calor externa.

## Termorregulación en el ser humano
Tres estudios diferentes recientes sugieren que la temperatura promedio en adultos saludables es de 36,7 °C. El modelo termorregulador humano más simple divide al cuerpo en dos compartimentos: la zona central o núcleo que produce calor y la zona superficial o periférica que regula la pérdida de calor.
El ser humano es un organismo homeotermo y endotermo, lo cual implica que, a pesar de grandes variaciones en la temperatura ambiental, la producción de calor interna equilibra la pérdida de calor dando como resultado una temperatura corporal estable. Este equilibrio se conoce como balance calórico o flujo calórico. Su control es efectuado eficazmente a través de la modulación del comportamiento (como, por ejemplo, cambio de ropa) y de mecanismos fisiológicos (como, por ejemplo, sudoración, tiritación).
La temperatura considerada regular de organismo humano varía dependiendo de su sexo, su actividad reciente, el consumo de alimentos y líquidos, la hora del día y, en las mujeres, de la fase del ciclo menstrual en la que se encuentren. Tradicionalmente la Medicina considera que la temperatura corporal normal —tomada oralmente— oscila entre 36,5 y 37,5 °C en el adulto saludable; el valor promedio viene a ser 37 °C.
El modelo termorregulador humano más simple divide al cuerpo en dos compartimentos: la zona central o núcleo que produce calor y la zona superficial o periférica que regula la pérdida de calor. En condiciones de reposo, la producción de calor depende especialmente de la actividad metabólica de los órganos internos como el cerebro y los órganos de las cavidades abdominal y torácica como, por ejemplo,  el hígado, los intestinos, el riñón y el corazón. La sangre, impulsada y distribuida por el sistema cardiovascular, es el principal medio que transporta el calor (por convección) del núcleo a la región cutánea. La temperatura del núcleo, especialmente la del cerebro, está regulada.
El cuerpo humano tiene una temperatura interna de 37 °C, mientras que la temperatura cutánea es de 33,5 °C. El calor ganado y perdido por el cuerpo depende de múltiples factores. La temperatura con que la sangre llega al hipotálamo será el principal determinante de la respuesta corporal a los cambios climáticos. Ya que el hipotálamo es el centro integrador que funciona como termostato y mantiene el equilibrio entre la producción y la pérdida de calor. Si la temperatura disminuye, aumenta la termogénesis y los mecanismos conservadores del calor: El mantenimiento de la temperatura corporal, además depende del calor producido por la actividad metabólica y el perdido por los mecanismos corporales, así como de las condiciones ambientales.
La termogénesis, o generación de la temperatura se realiza por dos vías:
- Rápida: termogénesis física, producida en gran parte por el temblor y el descenso del flujo sanguíneo periférico

- Lenta: termogénesis química, de origen hormonal y movilización de sustratos procedentes del metabolismo celular.

### Procesos de transferencia de calor
Hay dos mecanismos de intercambio de calor entre el cuerpo de un animal, incluido el humano, y el ambiente: pérdida evaporativa de calor e intercambio de calor no evaporativo. El intercambio de calor no evaporativo representa la suma de los flujos de calor debidos a radiación, convección y conducción. Como el calor fluye en sentido contrario al gradiente de temperatura, el calor del cuerpo se disipa al ambiente siempre que el ambiente este más frío que el cuerpo. La temperatura corporal de los endotermos, como el humano, es generalmente superior a la temperatura ambiental, por lo cual la mayor parte del calor que producen estos organismos se pierde por radiación, conducción o convección. Cuando la temperatura ambiental es superior a la corporal, la evaporación es la única forma de pérdida de calor, constituyéndose en un mecanismo esencial para el mantenimiento de la homeotermia. Es importante tener en cuenta que la efectividad relativa de estas rutas de intercambio de calor depende de las condiciones ambientales.

#### Radiación
Como todo cuerpo con temperatura mayor que 0 K, los seres vivos también irradian calor al ambiente por medio de ondas electromagnéticas. Es el proceso en que más se pierde calor: el 68%.
La radiación es la propagación de energía a través del espacio. equilibrio es la homeostasis

#### Conducción
La conducción es la transferencia de calor por contacto con el aire, la ropa, el agua, u otros objetos (una silla, por ejemplo). Este proceso de transferencia se produce debido a la interacción entre las moléculas que conforman los cuerpos, así aquellas moléculas que están a mayor temperatura vibran con mayor rapidez chocando con aquellas menos energéticas (con temperaturas más bajas) transfiriendo parte de su energía. Si la temperatura del medio circundante es inferior a la del cuerpo, la transferencia ocurre del cuerpo al ambiente (pérdida), sino, la transferencia se invierte (ganancia). En este proceso se pierde el 3% del calor, si el medio circundante es aire a temperatura normal. Si el medio circundante es agua, la transferencia aumenta considerablemente porque el coeficiente de transmisión térmica del agua es mayor que el del aire.
Es el flujo de calor por gradiente. El fundamento físico es la transferencia de energía calorífica entre moléculas.

#### Convección
Este proceso, que ocurre en todo fluido, hace que el aire caliente ascienda y sea reemplazado por aire más frío. Así se pierde el 12% del calor. La ropa disminuye la pérdida. Si existe una corriente de aire (viento o ventilador mecánico) se produce una convección forzada y la transferencia es mayor. Si no hay aire más fresco para hacer el reemplazo el proceso se detiene. Esto sucede, por ejemplo, en una habitación pequeña con muchas personas.

#### Evaporación
Para pasar de la fase líquida a la gaseosa del agua es necesaria energía. Cuando eso se produce en la superficie del cuerpo se pierde energía en forma de calor. La evaporación se produce por dos mecanismos:  por evaporación insensible o perspiración y por transpiración perceptible o sudoración. En cierta medida, la evaporación insensible se produce continuamente en las superficies cutánea y respiratoria. La pérdida de calor respiratoria se produce a través de convección y evaporación. La pérdida de calor convectiva se origina cuando el aire frío inhalado se calienta a la temperatura corporal en los pulmones y en el tracto respiratorio superior, y posteriormente es exhalado al ambiente. El componente evaporativo se origina cuando el aire inhalado, calentado y saturado con agua, es liberado al ambiente durante la espiración. Por lo tanto, la pérdida de calor respiratoria depende de las propiedades físicas del aire inspirado (temperatura, presión de vapor) y de la frecuencia respiratoria del individuo. La evaporación del sudor, producido por las glándulas sudoríparas,  puede ser una contribución importante para la pérdida de calor. Mediante la evaporación del sudor se pierde el 27% del calor corporal, debido a que el agua tiene un elevado calor específico, y para evaporarse necesita absorber calor, y lo toma del cuerpo, el cual se enfría. Una corriente de aire que reemplace el aire húmedo por el aire seco, aumenta la evaporación.
Para que se evapore 1 g de sudor de la superficie de la piel se requieren aproximadamente 0,58 kcal las cuales se obtienen del tejido cutáneo, con lo que la piel se enfría y consecuentemente el organismo.
Cuando la temperatura del termostato hipotalámico desciende por debajo de la temperatura corporal normal se suprime totalmente la sudoración. Esta respuesta elimina el enfriamiento evaporativo excepto por la evaporación insensible.

### Mecanismos de regulación de la temperatura corporal
La temperatura del cuerpo está regulada casi exclusivamente por mecanismos nerviosos de retroalimentación negativa que operan, en su mayoría, a través de centros termorreguladores situados en el hipotálamo. En adición al control neural, las hormonas afectan la termorregulación, pero en general están asociadas con la aclimatización a largo plazo. Se han propuesto tres modelos que explican el mecanismo de la homeostasis térmica en el ser humano. Los dos primeros proponen que la temperatura es la variable regulada. Estos modelos consideran que los mecanismos termorreguladores tratan, en todo momento, de llevar la temperatura corporal al punto de ajuste. El tercer modelo es fundamentalmente diferente a los dos primeros, ya que propone que la variable regulada es el contenido de calor en lugar de la temperatura per se, en este modelo se considera que la temperatura del cuerpo es un subproducto de la regulación.
Los modelos más recientes y aparentemente más aceptados son la teoría del "punto balanceado" y la teoría de "control proporcional". Ambas teorías postulan que la temperatura corporal es controlada por un sistema proporcional de control de retroalimentación "multi-sensor", "multi-procesador", "multiefector".
Dos fuentes de calor alteran la temperatura corporal: la generación de calor interno y el calentamiento o enfriamiento ambiental. Debido a las reacciones químicas exotérmicas todos los órganos producen calor metabólico, inclusive cuando el cuerpo está en reposo. Durante el ejercicio los músculos producen varias veces más calor que el producido en reposo. El calor se disipa desde la piel al ambiente si la temperatura de la superficie cutánea es mayor que la temperatura ambiental, de lo contrario el calor es absorbido por la piel.
Para mantener la homeostasis de la temperatura el ser humano utiliza dos mecanismos: termorregulación comportamental y termorregulación autónoma. La termorregulación comportamental consiste en el ajuste consciente del ambiente térmico a fin de mantener el confort. Se logra alterando el grado de aislamiento del cuerpo (ropa) o la temperatura ambiental. La termorregulación autónoma es el proceso mediante el cual, a través del sistema nervioso autónomo, mecanismos internos controlan la temperatura corporal de manera subconsciente y precisa. Este control involucra dos mecanismos, uno asociado con la disipación de calor, y el otro, con su producción y conservación. La temperatura ambiente elevada produce pérdida de calor por vasodilatación cutánea, sudoración y menor producción de calor. Cuando desciende la temperatura ambiental, se produce calor adicional por termogénesis tiritante y termogénesis no tiritante, y se disminuye la pérdida de calor por constricción de los vasos sanguíneos cutáneos. La exposición a largo plazo al frío aumenta la liberación de tiroxina, que aumenta el calor corporal al estimular el metabolismo de los tejidos. La termorregulación técnica constituye un tercer mecanismo, que puede ser considerado parte de la termorregulación comportamental. Se trata del uso de un sistema que mantiene constante la temperatura ambiental. Un ejemplo es el aire acondicionado que monitorea la temperatura de una habitación y ajusta el flujo de calor manteniendo constante la temperatura. Es de destacar que tanto la termorregulación autónoma, como la comportamental y la técnica constituyen sistemas de control por retroalimentación negativa.
La zona termoneutral o, referida al ser humano, zona de confort térmico, es el rango de temperatura ambiental en el cual el gasto metabólico se mantiene en el mínimo, y la regulación de la temperatura se efectúa por mecanismos físicos no evaporativos, manteniéndose la temperatura corporal del núcleo en rangos normales. Esto significa que la termorregulación en la zona termoneutral se produce solo por control vasomotor. Los límites inferior y superior de la zona termoneutral se denominan temperatura crítica inferior y temperatura crítica superior, respectivamente. Debido a las diferencias en las propiedades térmicas, la zona termoneutral en el agua está desviada hacia arriba comparada con la del aire (33 a 35.5.o C en el agua vs. 28.5 a 32.o C en el aire).
Las funciones termorreguladoras se dividen de acuerdo con su finalidad y mecanismo fisiológico en dos categorías La primera comprende la termorregulación que contrarresta los cambios en la temperatura que producirían serias perturbaciones en la homeostasis térmica imponiendo un peligro para la vida. La segunda comprende un tipo especial de termorregulación, su función consiste en nivelar fluctuaciones térmicas comparativamente pequeñas pero que se originan continuamente. Estas fluctuaciones de la temperatura que se producen aun en la zona termoneutral son una parte inherente en la vida normal de los animales y del ser humano. En ausencia de cambios abruptos de la temperatura, esta última es la principal función del sistema de termorregulación.

#### Mecanismos de pérdida de calor
El sobrecalentamiento del área termostática del hipotálamo aumenta la tasa de pérdida de calor por dos procesos esenciales:

##### Sudoración
Cuando el cuerpo se calienta de manera excesiva, se envía información al área preóptica, ubicada en el cerebro, por delante del hipotálamo. Este desencadena la producción de sudor. El humano puede perder hasta 1,5 l de sudor por hora. Mediante ella se produce la pérdida de agua la cual lleva a que se disminuya la temperatura de nuestro cuerpo

##### Vasodilatación
Cuando la temperatura corporal aumenta, los vasos periféricos se dilatan y la sangre fluye en mayor cantidad cerca de la piel favoreciendo la transferencia de calor al ambiente. Por eso, después de un ejercicio la piel se enrojece, ya que está más irrigada.

#### Mecanismos de conservación del calor
Cuando se enfría el cuerpo por debajo de la temperatura normal, los siguientes mecanismos reducen la pérdida de calor:

##### Vasoconstricción
La vasoconstricción de los vasos epidérmicos es uno de los primeros procesos que mejoran la conservación de calor. Cuando disminuye la temperatura se activa el hipotálamo posterior y a través del sistema nervioso simpático se produce la disminución del diámetro de los vasos sanguíneos cutáneos; esta es la razón por la cual la gente palidece con el frío. Este efecto disminuye la conducción de calor desde el núcleo interno a la piel. En consecuencia, la temperatura cutánea disminuye y se acerca a la temperatura ambiental, de esta manera se reduce el gradiente que favorece la pérdida de calor. La vasoconstricción puede disminuir la pérdida de calor unas ocho veces.

##### Intercambio de calor por contracorriente
Muchos animales, incluyendo al ser humano, poseen un mecanismo denominado intercambiador por contracorriente para conservar calor. Las arterias de los brazos y piernas corren paralelas a un conjunto de venas profundas pero su flujo es opuesto. De manera que el calor de la sangre arterial (que circula del núcleo a la periferia) difunde hacia la sangre venosa (que fluye de la periferia al núcleo). De esta forma el calor es regresado a la región central del cuerpo.

##### Piloerección
La estimulación del sistema nervioso simpático provoca la contracción de los músculos erectores, ubicados en la base de los folículos pilosos, lo que ocasiona que se levante el pelo. La erección del pelo amplía la capa de aire en contacto con la piel, disminuyendo los movimientos de convección del aire y, por lo tanto reduciendo la pérdida de calor. En el humano, al carecer de pelaje, este mecanismo no es importante y produce lo que comúnmente se denomina piel de gallina.

#### Mecanismos de producción de calor
En términos generales, el gasto energético puede ser subdividido en dos categorías de termogénesis: termogénesis obligatoria y termogénesis facultativa. Los procesos termogénicos obligatorios son esenciales para la vida de todas las células del cuerpo e incluyen los procesos que mantienen la temperatura del cuerpo constante y normal. El mayor componente de la termogénesis obligatoria es provisto por la tasa metabólica basal. También se considera un proceso termogénico obligatorio a la termogénesis inducida por el alimento y que deriva de la digestión, absorción y metabolismo de los nutrientes dietarios. A diferencia de la termogénesis obligatoria que ocurre continuamente en todos los órganos del cuerpo, la termogénesis facultativa puede ser rápidamente activada o desactivada y tiene lugar sobre todo en dos tejidos, el músculo esquelético y la grasa parda. La temperatura corporal, que en animales homeotermos, como en el humano, es generalmente varios grados superior a la del medio ambiente, requiere para su mantenimiento la activación de mecanismos de producción y conservación del calor que compensen su pérdida constante por disipación al medio externo. A temperatura termoneutral la tiroides es el principal regulador del gasto energético a través de mecanismos que modulan el consumo de oxígeno en las mitocondrias de diversos tejidos, en particular del músculo esquelético y el hígado. La tiroides participa además en la regulación de la termogénesis adaptativa o facultativa, actuando en forma sinérgica con la norepinefrina (noradrenalina) en situaciones en las que el organismo requiere calor adicional para mantener la normotermia durante la exposición al frío.
Cuando la temperatura ambiente se encuentra por debajo de la temperatura crítica inferior, los organismos endotérmicos producen calor en el músculo esquelético y en la grasa parda por dos mecanismos:

##### Termogénesis tiritante
El centro motor primario de la termogénesis tiritante está localizado en el hipotálamo posterior. El estrés por frío estimula y el calor inhibe a este centro nervioso. Cuando, en respuesta al estrés por frío, aumenta el tono muscular hasta 5 veces sobre la producción normal. La termogénesis tiritante consiste en la contracción involuntaria, sincrónica y rítmica de las unidades motoras de los músculos opuestos y, en consecuencia se evitan grandes movimientos y no se realiza trabajo externo. Al no realizarse trabajo externo, toda la energía liberada al tiritar aparece como calor.

##### Termogénesis no tiritante
En los pequeños mamíferos y en los humanos neonatos la termogénesis no tiritante se produce principalmente por el desacoplamiento mitocondrial en el tejido adiposo marrón o grasa parda y es regulada por el sistema nervioso simpático.
Luego de pocas horas de exposición al frío, la producción de calor en la grasa parda tiene un rol dominante en el reemplazo de la termogénesis tiritante por la termogénesis no tiritante como la principal fuente de calor adicional para evitar la hipotermia.
La capacidad de la grasa parda para generar calor se debe a la existencia de una proteína única en las mitocondrias de las células adiposas de este tejido: la proteína desacoplante UCP1. Esta proteína tiene la capacidad de permeabilizar la membrana mitocondrial a los protones. De esta forma, la oxidación de metabolitos en la respiración mitocondrial y el bombeo de protones que ello genera no se invierten en la generación de ATP, como en las mitocondrias normales, sino que se disipa en forma de calor. La termogénesis no tiritante es facultativa, solo se activa cuando el organismo necesita calor adicional, y es adaptativa, en el sentido que se requieren semanas para reclutar al tejido termogénico. El proceso de adaptación al frío está bajo el control del hipotálamo, que activa al sistema nervioso simpático y la secreción de norepinefrina y promueve la expresión de UCP1. El desacople no se produce sin estimulación simpática, pero tampoco ocurre en ausencia de la hormona tiroidea. Otras hormonas, como la leptina y la insulina, son potentes estimuladores de la expresión de UCP1 y la termogénesis en grasa parda. Es importante la distinción entre termogénesis adrenérgica y termogénesis no tiritante. Aunque todos los mamíferos responden a la norepinefrina incrementando el metabolismo, en animales no adaptados al frío este aumento representa, principalmente, la respuesta de los órganos que no están involucrados en la termogénesis no tiritante. Únicamente el incremento del metabolismo luego de la adaptación al frío representa termogénesis no tiritante termorreguladora.
Como la termogénesis tiritante está pobremente desarrollada en los neonatos, el principal mecanismo de producción de calor en estos niños es la termogénesis no tiritante. En los neonatos, la grasa parda se localiza en el tejido subcutáneo, adyacente a los principales vasos del cuello, abdomen y tórax, alrededor de la escápula, y en grandes cantidades en las áreas suprarrenales.
Tradicionalmente, se pensaba que en humanos la grasa parda se hallaba solo en la etapa neonatal. Se consideraba que la grasa parda involuciona con la edad y que el humano adulto prácticamente carece de ella. No obstante,  a partir de los años 70 varios trabajos independientes han demostrado la presencia de grasa parda activa en humanos adultos, su actividad es regulable por estímulos termogénicos, y se encuentra en cantidades que podrían tener un considerable efecto sobre la termogénesis. La actividad del tejido graso pardo disminuye con la edad, de 50% de actividad en sujetos de 20 años a 10% en sujetos de 50-60 años. En este sentido, también se encontró que la grasa parda es más prevalente en niños que en adultos, y que su actividad aumenta en la adolescencia donde podría tener una función metabólica específica. Por otra parte, trabajos recientes sugieren que el desacoplamiento mitocondrial no solo se produce en la grasa parda, sino también en el tejido del músculo esquelético. Ambos tejidos estarían involucrados en la termogénesis no tiritante inducida por frío y regulada por el sistema nervioso simpático.
Aunque la activación de las reacciones de la termogénesis tiritante y no tiritante no requiere la expresión de genes termogénicos, la exposición crónica al frío activa la expresión de varios genes importantes en el proceso termorregulatorio.

## Fiebre
Los animales homeotermos han desarrollado mecanismos fisiológicos que les permiten tener una temperatura corporal constante. Sin embargo, el equilibrio calórico de un organismo se puede perder con gran facilidad y ocasionar alteraciones como la fiebre.
La fiebre es una alteración del «termostato» corporal, ubicado en el hipotálamo, que conduce a un aumento de la temperatura corporal sobre el valor normal.
Estos pueden ser causados por:
- enfermedades infecciosas bacterianas
- lesiones cerebrales
- golpes de calor.

### Enfermedades infecciosas bacterianas
Es el caso de las bacterias que generan toxinas que afectan al hipotálamo, aumentando el termostato. Esto afecta a los mecanismos de ganancia de calor, los cuales se activan mediante compuestos químicos llamados pirógenos.

### Lesiones cerebrales
Al practicar cirugías cerebrales se puede causar daño involuntariamente en el hipotálamo, el cual controla la temperatura corporal. En ocasiones el hipotálamo durante la gestación puede no desarrollarse completamente lo cual contribuye a una pérdida total o parcial de la sensibilidad a los cambios de temperatura en la piel, estos casos suelen darse en 1 de cada 16 000 personas y puede ser de manera moderada a notoria.
Esta alteración ocurre también por tumores que crecen en el cerebro, específicamente en el hipotálamo, de manera que el termostato corporal se daña, desencadenando estados febriles graves. Cualquier lesión a esta importante estructura puede alterar el control de la temperatura corporal ocasionando fiebre permanente.

### Golpes de calor
El límite de calor que puede tolerar el ser humano está relacionado con la humedad ambiental. Así, si el ambiente es seco y con viento, se pueden generar corrientes de convección que enfrían el cuerpo.
Por el contrario, si la humedad ambiental es alta, no se producen corrientes de convección y la sudoración disminuye, el cuerpo comienza a absorber calor y se genera un estado de hipertermia. Esta situación se agudiza aún más si el cuerpo está sumergido en agua caliente.
En el ser humano se produce una aclimatación a las temperaturas altas, así nuestra temperatura corporal puede llegar a igualar la del ambiente sin peligro de muerte. Los cambios físicos que conducen a esta aclimatación son: el aumento de la sudoración, el incremento del volumen plasmático y la disminución de la pérdida de sal a través del sudor.

## Reacciones en el ser humano a las diferentes temperaturas corporales
Calor
- 37 °C: temperatura normal del cuerpo (tomada en cavidad oral). Puede oscilar entre 36,5 y 37,5 °C
- 38 °C: se produce un ligero sudor con sensación desagradable y un mareo leve.
- 39 °C (pirexia): existe abundante sudor acompañado de rubor, con taquicardias y disnea. Puede surgir agotamiento. Los epilépticos y los niños pueden sufrir convulsiones llegados a este punto.
- 40 °C: mareos, vértigos, deshidratación, debilidad, náuseas, vómitos, cefalea y sudor profundo.
- 41 °C (urgencia médica): todo lo anterior más acentuado, también puede existir confusión, alucinaciones, delirios y somnolencia.
- 42 °C: además de lo anterior, el sujeto puede tener palidez o rubor. Puede llegar al coma, con hiper o hipotensión y una gran taquicardia.
- 43 °C: normalmente aquí se sucede la muerte o deja como secuelas diversos daños cerebrales, se acompaña de continuas convulsiones y shock. Puede existir el paro cardiorrespiratorio.
- 44 °C: la muerte es casi segura; no obstante, existen personas que han llegado a soportar 46 °C.
- 47 °C o superior: no se tienen datos de personas que hayan experimentado esta temperatura.

Frío
- 35 °C: se llama hipotermia cuando es inferior a 35 °C. Hay temblor intenso, entumecimiento y coloración azulada/gris de la piel.
- 34 °C: temblor grave, pérdida de capacidad de movimiento en los dedos, cianosis y confusión. Puede haber cambios en el comportamiento.
- 33 °C: confusión moderada, adormecimiento, arreflexia, progresiva pérdida de temblor, bradicardia, disnea. El sujeto no reacciona a ciertos estímulos.
- 32 °C (emergencia médica): alucinaciones, delirio, gran confusión, muy adormilado pudiendo llegar incluso al coma. El temblor desaparece, el sujeto incluso puede creer que su temperatura es normal. Hay arreflexia, o los reflejos son muy débiles.
- 31 °C: existe coma, es muy raro que esté consciente. Ausencia de reflejos, bradicardia grave. Hay posibilidad de que surjan graves problemas de corazón.
- 28 °C: alteraciones graves de corazón, pueden acompañarse de apnea e incluso de aparentar estar muerto.
- 26-24 °C o inferior: aquí la muerte normalmente ocurre por alteraciones cardiorrespiratorias, no obstante, algunos pacientes han sobrevivido a bajas temperaturas aparentando estar muertos a temperaturas inferiores a 14 °C.
- 13 °C o inferior: No existen datos de personas que hayan soportado estas temperaturas.

Este proceso de pérdida de calor es normal en algunas personas a tal punto de parecer muertas, la piel fría, cuerpo frío, y piel pálida es normal y es conocido como fríos invernales; las mismas características pero con la piel más morena es conocido como fríos de verano o la piel más blanca es conocida como fríos de invierno.
Los valores normales de la temperatura:
| Edad              | Grados Celsius |
| ----------------- | -------------- |
| Recién nacido     | 36,1-37,7      |
| Lactante          | 37,2           |
| Niños de 2-8 años | 37             |
| Adulto            | 36-37          |
|                   |                |

## Termorregulación en los animales
Los procesos bioquímicos y fisiológicos de un animal dependen en mayor o menor grado de la temperatura corporal. De hecho, un aumento de 10 °C duplica o triplica la tasa de la mayoría de las reacciones químicas mediadas por enzimas. Este efecto se conoce como factor Q10
Q10 es un cociente que se calcula dividiendo la tasa de una reacción o proceso fisiológico a una cierta temperatura (RT) por la tasa de la misma reacción o proceso a una temperatura 10 °C inferior (RT-10).
Por otra parte, las reacciones químicas exotérmicas de la célula producen calor. Uno de los factores más importantes en determinar numerosos procesos fisiológicos y ecológicos es, sin duda, la temperatura corporal.
Es por ello que la regulación de la temperatura corporal o termorregulación es un aspecto vital para la homeostasis de un animal, desde el nivel molecular al de organismo y muchas especies presentan adaptaciones para regular la temperatura corporal en el rango óptimo.

### Factores involucrados en la termorregulación
Un organismo se encuentra en equilibrio térmico con el ambiente cuando se mantiene la relación ganancia de calor = pérdida de calor. La tasa de ganancia de calor debe balancear a la tasa de pérdida de calor para alcanzar un estado estacionario, de lo contrario la temperatura corporal va a aumentar o disminuir basada en la magnitud de la ganancia o pérdida de calor. Los mecanismos de ganancia y pérdida de calor incluyen la producción de calor interno (metabolismo: solo ganancia de calor) y el intercambio de calor entre el cuerpo y el ambiente que tiene lugar por los tres medios descriptos anteriormente, conducción (incluyendo convección), radiación y evaporación (esta última siempre produce pérdida de calor). La temperatura corporal puede ser descrita por la ecuación:
ES = EM ± ECD ± ECV ± ER - EEV
Donde
- S es la energía térmica retenida por el organismo,
- M es el calor producido en las reacciones metabólicas,
- CD es la conducción de calor entre el organismo y el sustrato,
- CV es la convección de calor con el aire
- EV es la evaporación del agua.

Los signos positivos representan ganancia de calor por el organismo y los signos negativos representan pérdidas de calor. Los animales pueden ganar o perder calor a través de la radiación, la conducción y la convección y el flujo de energía irá de mayor a menor energía.
La división del presupuesto térmico en varios componentes permite cuantificar y comparar las diferentes estrategias que los organismos utilizan para hacer frente a su ambiente térmico.

### Estrategias termorregularias de los animales
Se han propuesto dos dicotomías, una está basada en el tipo de regulación de la temperatura y la otra en la fuente de calor. Así, los términos poiquilotermo y homeotermo fueron aplicados a los animales de acuerdo a la constancia de su temperatura corporal.
Los poiquilotermos (termoconformistas) son animales cuya temperatura corporal es variable en función de la temperatura ambiente. Por otra parte, los animales homeotermos (termorreguladores) mantienen la temperatura corporal constante a pesar de grandes variaciones en la temperatura ambiental. Actualmente, los biológos prefieren utilizar los términos endotérmico y ectotérmico propuestos por Cowles en 1962 que hacen referencia a la fuente generadora de calor de un animal. Un ectotermo es un animal cuya temperatura es controlada por una fuente externa de calor y su capacidad de generar calor metabólico es insignificante. En cambio, en los endotermos la principal fuente de producción calor es interna y depende de la actividad metabólica. La endotermia contrastada con la ectotermia es una estrategia energéticamente costosa.
Las categorías endotérmico-ectotérmico y homeotérmico-poiquilotérmico son independientes. Los organismos homeotermos pueden ser endotermos o ectotermos. En el primer caso se encuentran las aves y los mamíferos y en el segundo una gran variedad de especies desde invertebrados a reptiles. Así, algunos ectotermos en determinadas circunstancias pueden mantener la temperatura corporal constante. Por ejemplo, los peces abisales como habitan un ambiente térmico muy estable mantienen la temperatura corporal bastante constante. Muchos insectos y lagartos controlan la temperatura corporal a través de estrategias comportamentales.

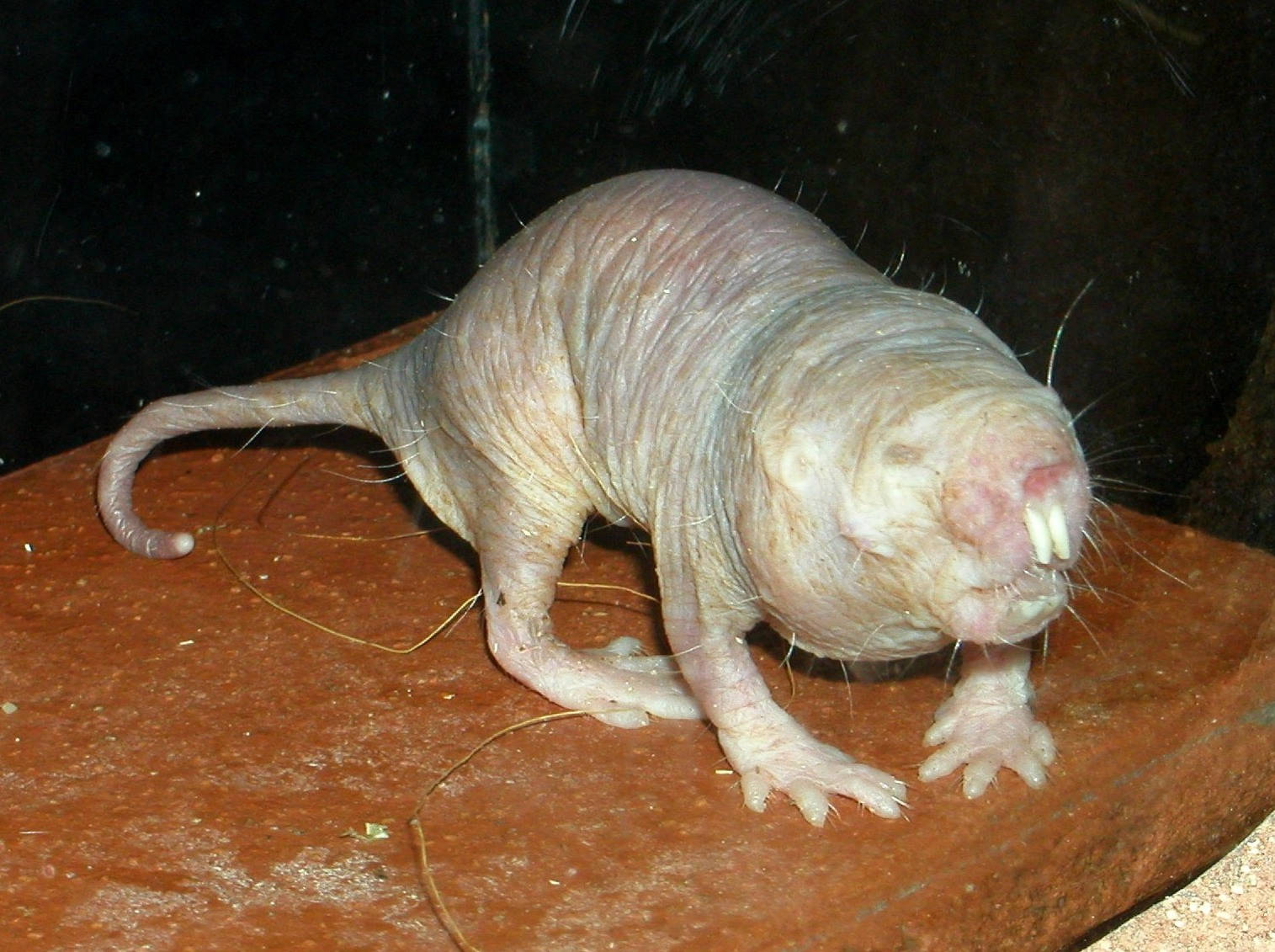
Rata topo desnuda, Heterocephalus glaber, un mamífero endotermo poquilotermo.

Por otro lado, el roedor subterráneo Heterocephalus glaber (rata topo desnuda) es un mamífero endotermo poiquilotermo.
Otra estrategia termorreguladora es la de los termorreguladores heterotermos, algunas aves y mamíferos pueden mantener una temperatura corporal diferente a la temperatura ambiental en alguna región específica de su cuerpo (heterotemos regionales) o durante cierto lapso de tiempo (heterotermos temporales).

### Mecanismos de termorregulación
Es común clasificar a los mecanismos de regulación de la temperatura en comportamentales y fisiológicos, debe notarse, sin embargo, que la clasificación es algo arbitraria, y que algunos mecanismos pueden encajar en ambas categorías:
- Mecanismos comportamentales: cambios en la posición del cuerpo, de los patrones de actividad diarios y estacionales, selección de microclimas.
- Mecanismos fisiológicos: cambios en la generación metabólica de calor, modificaciones en la conductancia vascular.

#### Mecanismos en ectotermos
En los animales ectotermos la regulación de la temperatura corporal depende de la capacidad para regular el intercambio de calor con el ambiente. Esta capacidad se relaciona con la conductancia térmica del tegumento, es decir, con la capacidad del tegumento para transferir calor entre el animal y el ambiente. Estos organismos adquieren y mantienen la temperatura corporal a través de mecanismos tanto comportamentales como fisiológicos.
Así, por ejemplo, los insectos pertenecientes a una gran variedad de taxones recurren al comportamiento para regular su temperatura.
Entre los vertebrados, en los reptiles la conducta juega un papel preponderante en la termorregulación.
Algunos ectotermos responden a la variabilidad temporal y espacial de la temperatura ambiente, controlando la radiación solar directa e indirecta, la convección y la conducción, a través de movimientos entre áreas con altas y bajas temperaturas, además ajustan el intercambio de calor a través de la conducción y convección por cambios posturales del cuerpo.
Así, a través del comportamiento mantienen la temperatura corporal cercana a la temperatura de rendimiento metabólico óptimo (temperatura ecrítica o preferida).
Por ejemplo el galápago del bosque (Glyptemys insculpta) se mueve diariamente a los claros de la selva para asolearse y elevar la temperatura corporal pero a la noche regresa a las corrientes de agua que se mantienen más cálidas.
Se ha documentado que el matuasto (Phymaturus flagellifer), a través del día cambia su postura, combinando dos modos de transmisión de calor, conducción con el sustrato (tigmotermia) y ganancia por radiación solar (heliotermia).
Los cambios de postura son también muy comunes en los insectos.
Por ejemplo en las mariposas la superficie de las alas es usada como receptor de energía y como conductor calórico. En estas mariposas, el ángulo de apertura de las alas respecto al cuerpo regula la absorción de calor. Además de la energía solar, hay especies que utilizan otros mecanismos para calentarse, como posarse sobre piedras o sustratos calientes, o en función de la intensidad de radiación exponiendo el anverso o el reverso de las alas según el grado de melanismo que estos presenten.

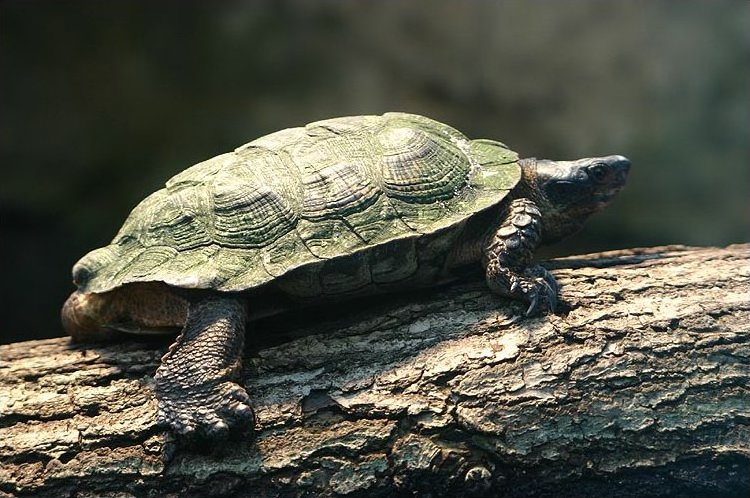
Galápago de bosque (Glyptemys insculpta) tomando sol.

Entre los mecanismos fisiológicos se puede citar el cambio de color oscuro-claro que controla la absorción de radiación solar. En este sentido, el polimorfismo melánico entre especies relacionadas de lagartos y de insectos podría estar relacionado con la termorregulación. Así, en el lagarto, Cordylus las especies melánicas se calientan más rápidamente que las especies claras que tienen mayor reflectancia térmica.
Por otra parte,  se ha documentado que los individuos de la iguana del desierto, Dipsosaurus dorsalis, absorben un 73% de la luz visible incidente cuando tienen coloraciones oscuras (a baja temperatura), la que disminuye a un 58% cuando los animales adquieren coloraciones más claras.

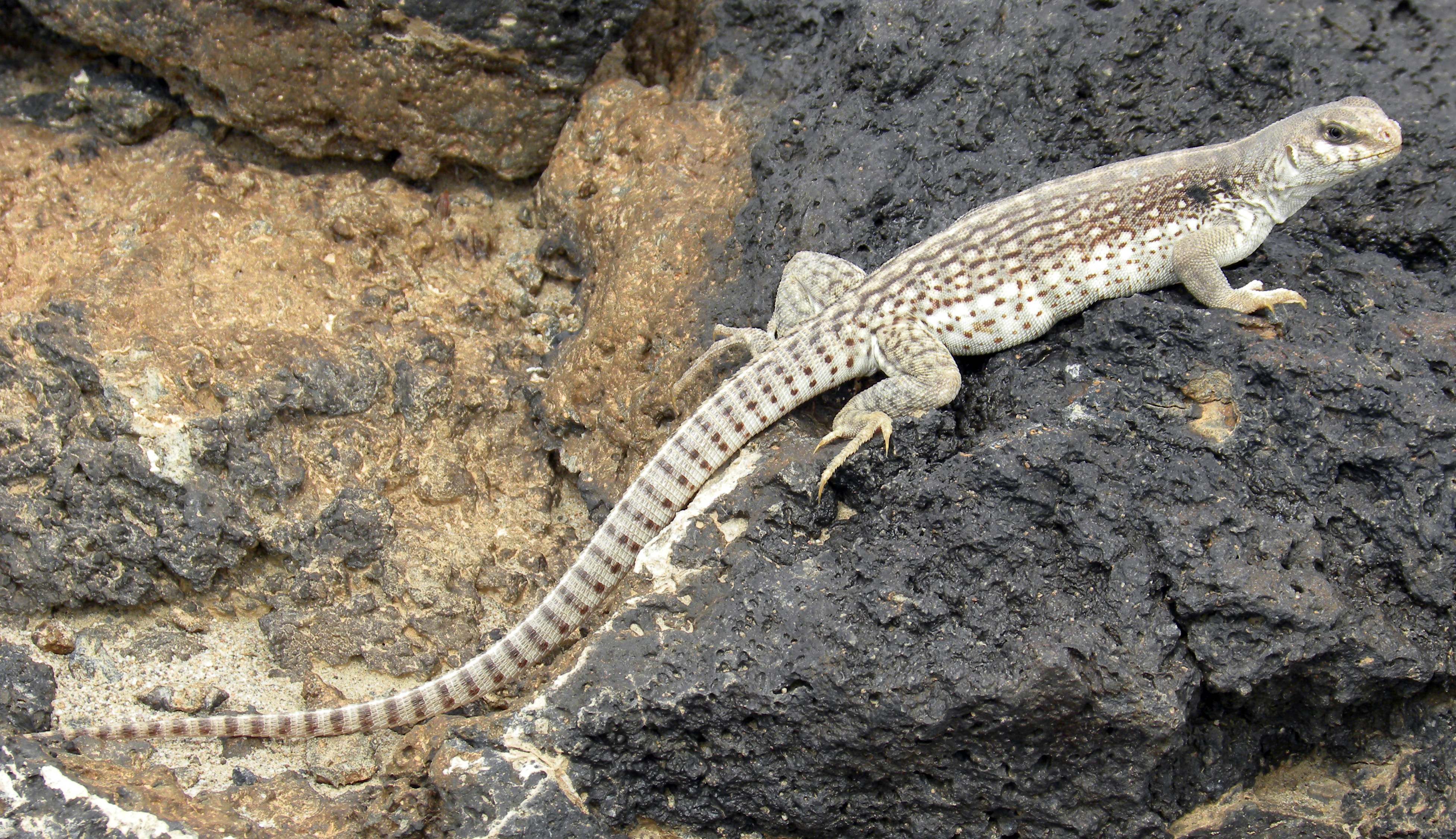
Iguana del desierto (Dipsosaurus dorsalis), cambia de color para absorber mayor o menor radiación solar.

Se ha demostrado que las polillas del género Colias orientan el cuerpo a la radiación solar para elevar la temperatura corporal hasta la temperatura necesaria para el funcionamiento de los músculos del vuelo. Las poblaciones de Colias difieren en el grado de absorbancia solar del anverso del ala posterior y en el espesor de las escamas de la parte ventral del tórax que se correlacionan con la altitud. La especie C. philodice de zonas bajas y con temperaturas más cálidas tiene una absorbancia de las alas y espesor de las escamas menor que la especie C. meadii de mayores altitudes y temperaturas más frías.
Sin embargo, el mecanismo termorregulador más importante lo constituye la regulación del flujo sanguíneo periférico. Muchos animales controlan el diámetro de los vasos sanguíneos periféricos contrayendo o relajando los músculos lisos de las paredes de estos vasos. A través de la vasoconstricción se disminuye el diámetro del vaso sanguíneo disminuyendo el intercambio de calor con el ambiente, por el contrario a través de la vasodilatación, se aumenta el diámetro y el intercambio de calor con el ambiente.

La importancia de la termorregulación fisiológica es bien patente en la iguana marina de las islas Galápagos, Amblyrhynchus cristatus una especie que vive en un hábitat ecuatorial cálido pero que busca su alimento en las frías aguas de la corriente de Humboldt. Puede permanecer sumergida durante media hora,  disminuyendo la frecuencia cardíaca (bradicardia) y el flujo de sangre a los tejidos superficiales, lo cual minimiza la pérdida de calor. Cuando sale del agua se calienta exponiendo su cuerpo oscuro al sol tropical y apoyando la parte ventral del cuerpo sobre las rocas caldeadas por el sol. Simultáneamente aumenta la frecuencia cardíaca y el flujo sanguíneo periférico, circulando la sangre fría desde el centro del cuerpo a la periferia. El aumento del flujo sanguíneo cutáneo aumenta la conductancia y acelera la absorción de calor desde el ambiente hacia el animal. 

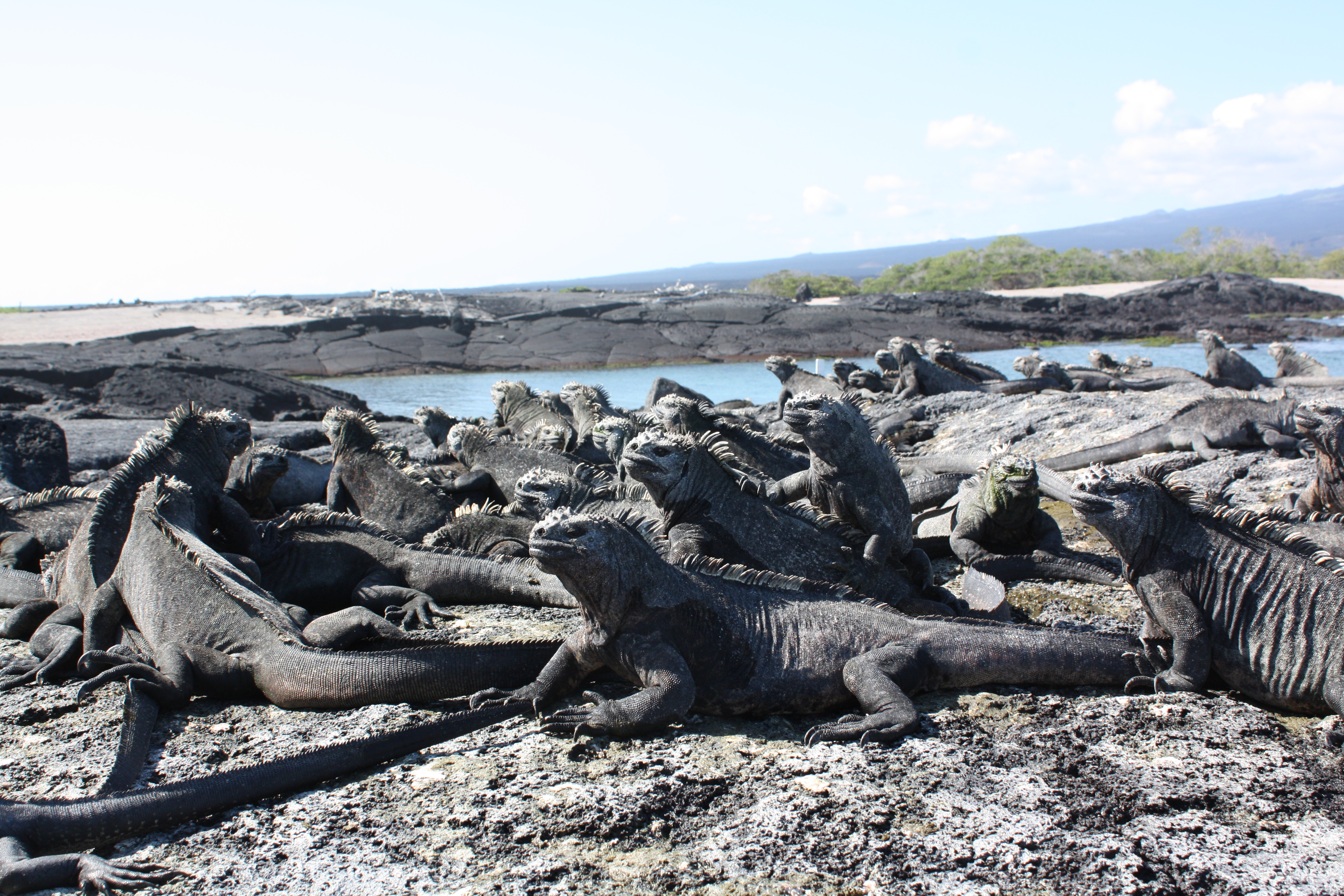
Iguana marina de las islas Galápagos, Amblyrhynchus cristatus, un réptil ectotermo que utiliza mecanismos comportamentales y fisiológicos para regular su temperatura.

#### Excepciones a la respuesta térmica general de los ectotermos

##### Endotermia regional
La endotermia ha evolucionado en dos grupos de peces, en los peces teleósteos del suborden Scombroidei (atún, caballa, pez espada) y en los tiburones de la familia Lamnidae. Es remarcable la evolución de endotermia en estos peces ya que es más dificultoso mantener un diferencial de temperatura con el ambiente para un organismo acuático que para uno terrestre, particularmente si la respiración ocurre por branquias. Como la temperatura del corazón y de las branquias fluctúa con cambios en la temperatura ambiental, se los denomina endotermos regionales.
Para reducir el intercambio de calor convectivo y conductivo es necesario un gran tamaño corporal acoplado al intercambio por contracorriente del calor, esta adaptación permite que el calor pase desde la sangre venosa que se ha calentado por el metabolismo de los músculos a la sangre arterial fría. Dado que el calor se intercambia entre los vasos sanguíneos que llevan sangre en direcciones opuestas se mantiene el calor dentro de la masa muscular permitiendo que los peces tengan una temperatura considerablemete superior a la del agua.

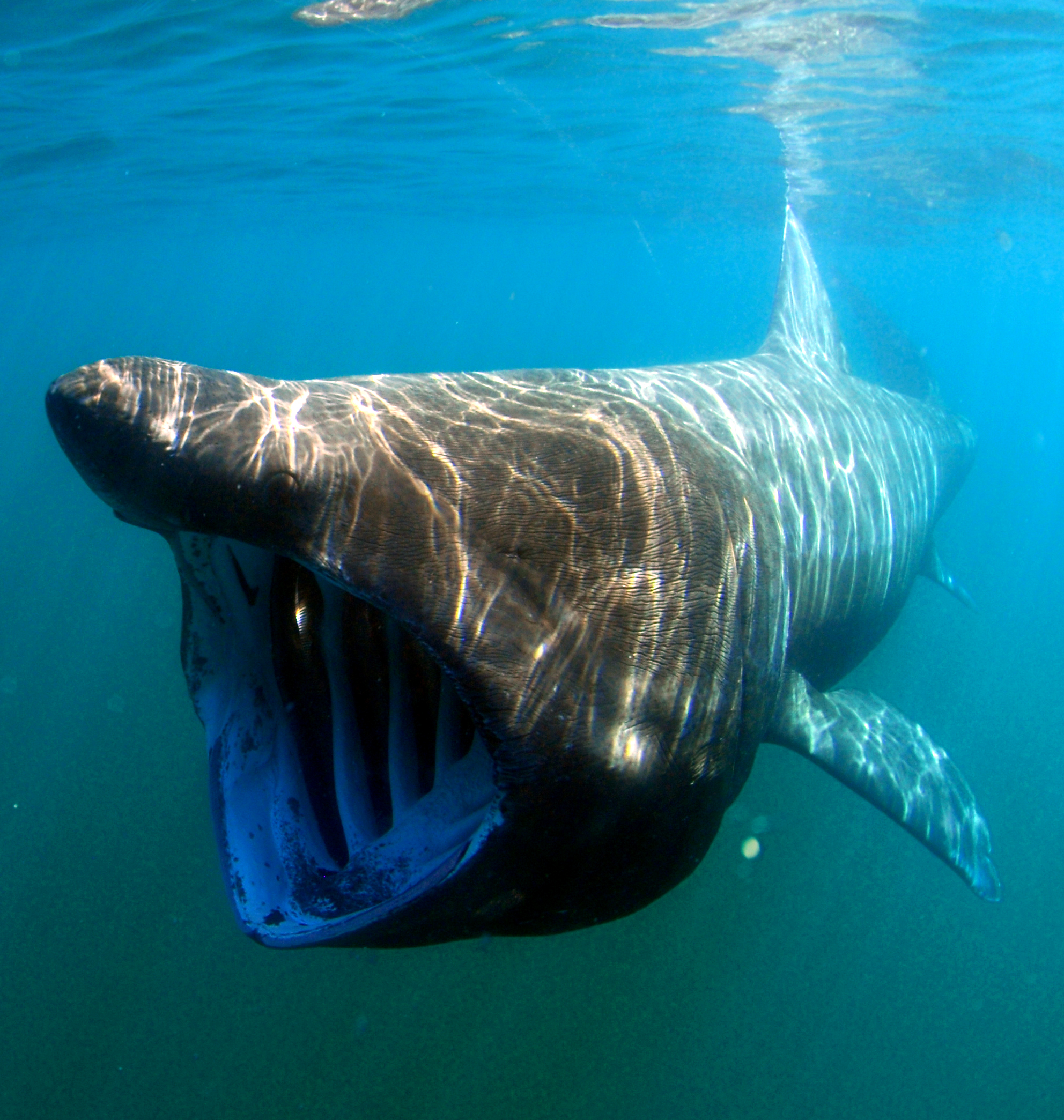
Tiburón peregrino, Cetorhinus maximus, endotermo regional que eleva su temperatura corporal por acción de los músculos rojos utilizados en la natación.

Para la generación de calor se requiere un tejido con alta capacidad oxidativa, en el atún y en el tiburón peregrino los músculos rojos encargados de la natación cumplen esta función. Barbara Block y colaboradores han sugerido que la principal presión de selección en la evolución de los mecanismos de retención de calor en atunes, peces espada y tiburones lamnidos ha sido una mayor eficiencia para explotar ambientes fríos (masas de agua más profundas o que se encuentran a mayores latitudes).

##### Endotermia facultativa
Algunas especies de varios órdenes de insectos, como Odonata (libélulas), Diptera (moscas), Hymenoptera (abejas), Coleoptera (escarabajos) y Lepidoptera (mariposas) poseen la capacidad de elevar durante ciertos lapsos de tiempo su temperatura corporal. Antes del vuelo, estos insectos producen calor por la contracción isométrica, que suele denominarse temblor,  de los músculos de vuelo torácico. En relación con la conservación de calor en la región torácica, poseen un sistema intercambiador de calor por contracorriente entre la hemolinfa fría que entra al tórax desde el abdomen y la hemolinfa caliente que sale del tórax hacia el abdomen. Utilizando este mecanismo, la polilla del género Eupsilia mantiene durante el vuelo la temperatura del tórax a 30 °C cuando la temperatura ambiente es menor a 0 °C.  La pérdida activa de calor desde el tórax al abdomen impide el sobrecalentamiento durante el vuelo cuando se generan altas temperaturas musculares.
La termorregulación es un factor clave en la energética de forrajeo de las abejas y abejorros que visitan flores. Cuanto mayor sea la temperatura muscular, una abeja o abejorro podrá visitar mayor número de flores por unidad de tiempo. Entre los reptiles, la endotermia facultativa por temblor muscular ha sido bien documentada en hembras del pitón de la India, Python molurus.

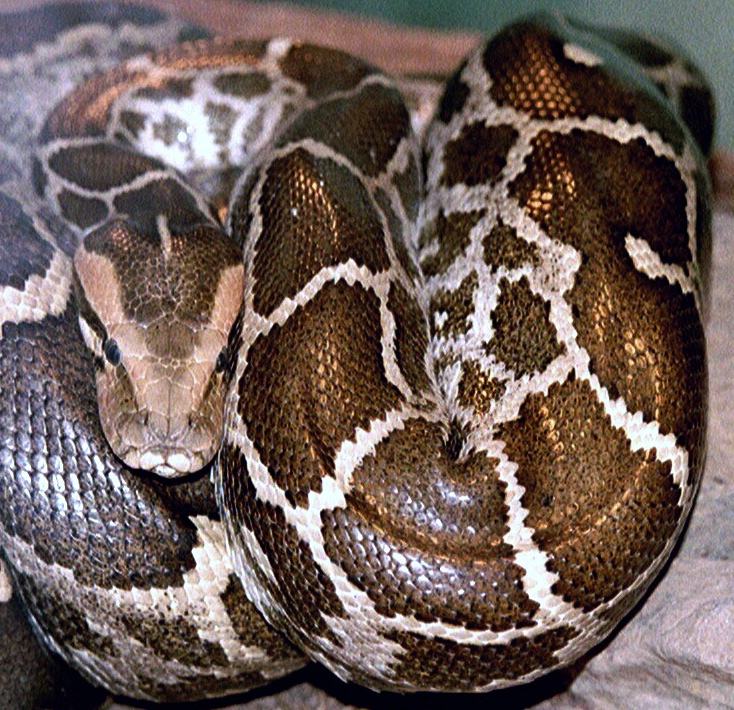
Pitón, Python molurus, un reptil con endotermia facultativa, durante la incubación las hembras elevan su temperatura corporal.

La hembra del pitón, después de la oviposición, se enrolla alrededor de los huevos y realiza movimientos contráctiles rítmicos de la musculatura, incrementando su temperatura y por lo tanto la de la masa de huevos.

##### Homeotermia inercial
El tamaño y la forma del cuerpo afectan a la termorregulación. Un animal de gran tamaño tiene una relación área superficial-volumen menor que uno pequeño. Por lo tanto, tiene mayor inercia térmica y se calentará y enfriará más lentamente. Algunos ectotermos de gran tamaño, especialmente en climas cálidos, mantienen la temperatura corporal relativamente constante. 

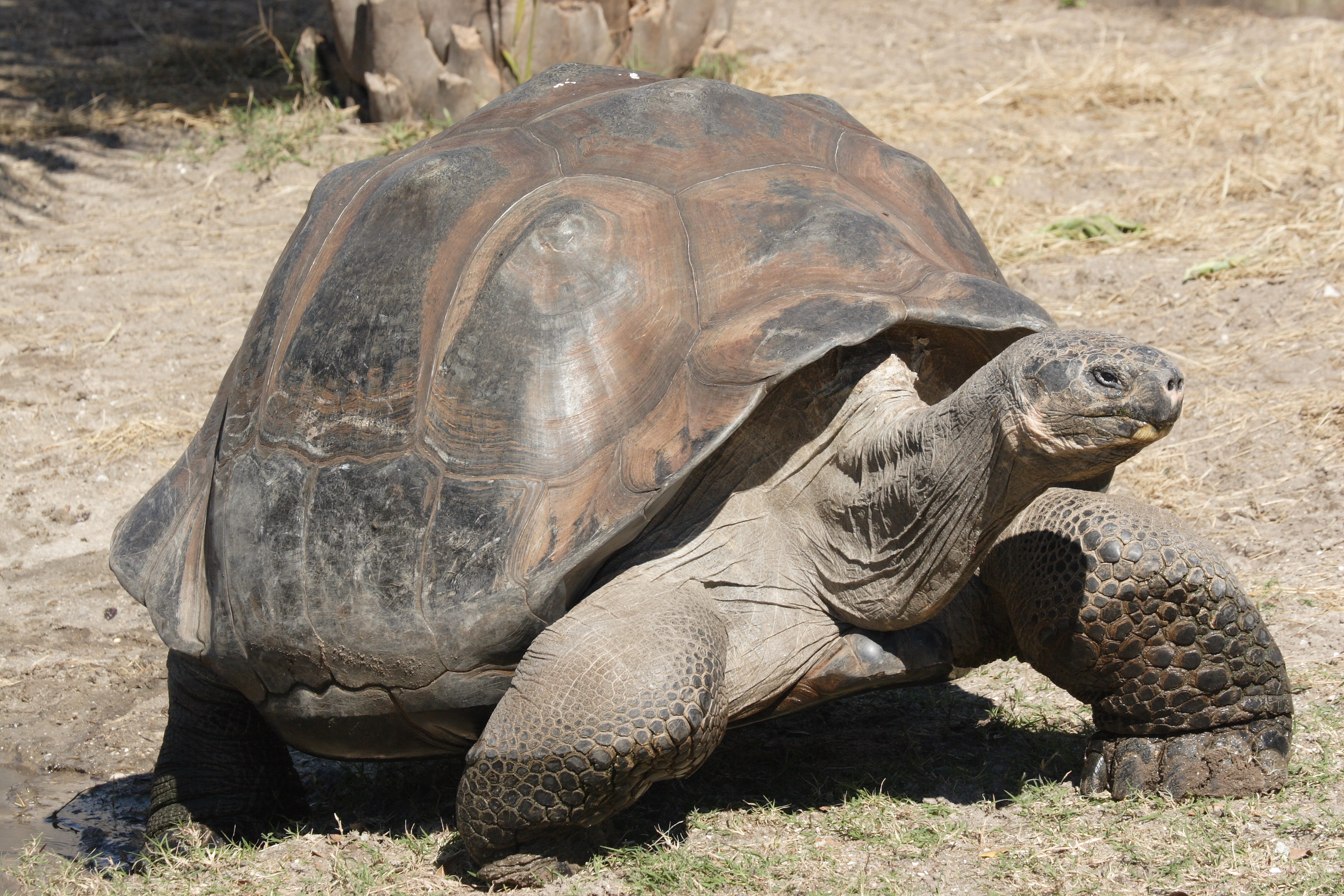
Tortuga gigante de las islas Galápagos, (Geochelone gigantea), un ectotermo con homeotermia inercial.

 Entre los ectotermos homeotermos inerciales se encuentran las tortugas gigantes de las Galápagos (Chelonoides nigra) y de Aldabra (Geochelone gigantea).
Las especies de dinosaurios de tamaño mediano y grande (con más de 500 kg) habrían sido homeotermos inerciales poco afectados por las fluctuaciones diurnas de temperatura

### Termorregulación en endotermos
En la homeotermia endotérmica, el mantenimiento de la temperatura constante implica variaciones en la tasa metabólica, en el diferencial de temperatura entre el organismo y el medio, y en la conductancia térmica.

#### Respuestas metabólicas a la temperatura
En los endotermos los mecanismos de regulación de la temperatura corporal y la tasa metabólica varían de manera específica con la temperatura ambiental, aunque los rangos varían entre los diferentes grupos taxonómicos, el patrón básico se mantiene:
- Zona termoneutral: rango de temperaturas ambientales en el cual la producción de calor metabólico no está afectada por la temperatura ambiente. En este rango la temperatura corporal se mantiene constante por cambios pasivos en la conductancia térmica a través de ajustes del plumaje/pelaje, ajustes en la postura, y vasoconstricción o vasodilatación periférica.
- Temperatura crítica inferior: por debajo de esta temperatura, para mantener constante la temperatura corporal un endotermo debe aumentar la producción de calor metabólico, la producción de calor se origina por termogénesis no tiritante y por termogénesis tiritante.
- Temperatura crítica superior: Temperatura por encima de la cual un endotermo regula la temperatura corporal disipando calor por evaporación (por ej. jadeo, transpiración)

#### Mecanismos de regulación térmica

##### Mecanismos de regulación de la conductancia térmica
Los mecanismos más destacados son:
- Ajustes posturales: alteran la conductancia térmica (Conductancia = 1/Aislamiento) de la superficie del animal modificando la relación área superficial-volumen (S/V). Por ejemplo, al acurrucarse un animal disminuye la relación S/V disminuyendo la pérdida de calor. Por otra parte, exponer amplias zonas del cuerpo al aire aumenta la disipación de calor corporal.
- Ajustes del pelaje o del plumaje: La piloerección (erección del pelo) y la ptiloerección (erección de las plumas) aumentan la capa de aire entre el tegumento y el medio ambiente aumentando el aislamiento. Por el contrario, la pilodepresión y la ptilodepresión facilitan la disipación de calor.
- Ajustes de la circulación periférica: la vasoconstricción de los vasos periféricos reduce la pérdida de calor por el tegumento mientras la vasodilatación la aumenta. El valor aislante de la gruesa capa de grasa que tienen los mamíferos acuáticos puede ser regulado por la circulación sanguínea capilar. Cuando la sangre circula sobre la capa de grasa se reduce el aislamiento y aumenta la disipación de calor, en cambio al circular por debajo de la capa de grasa aumenta el aislamiento.

##### Mecanismos de producción de calor
Los mecanismos que producen calor son:
- Actividad: El calor producido como subproducto de la actividad representa una fuente de energía potencialmente útil para animales que termorregulan en ambientes fríos. Por ejemplo, el calor producido durante la actividad física provee gran parte de los requerimientos termorregulatorios de pequeñas aves silvestres. En este sentido, el calor producido durante la actividad de forrajeo contribuye en un 42% a la termorregulación de un pequeño paseriforme, el baloncillo (Auriparus flaviceps).[46]
- Termogénesis postpandrial: Cuando un animal en ayunas consume alimento, la tasa metabólica aumenta rápidamente sobre el nivel de reposo. La producción de calor postpandrial es un verdadero sustituto de la termogénesis de regulación en muchas especies, tanto de aves como de mamíferos.[47]

Por otra parte, las aves y mamíferos han evolucionado mecanismos termogénicos especializados en la producción de calor para la termorregulación. Estos mecanismos comprenden a la termogénesis tiritante y a la termogénesis no tiritante:
- Termogénesis tiritante: Se denomina termogénesis tiritante a la contracción isométrica involuntaria de los músculos esqueléticos, no involucra movimientos voluntarios ni trabajo externo. Al tiritar, virtualmente toda la energía química es transformada en calor que se transfiere al centro del cuerpo mientras la vasoconstricción de los vasos periféricos reduce la pérdida de calor a través del tegumento.[48]
- Termogénesis no tiritante: comprende la producción de calor por procesos que no involucran contracciones del músculo esquelético. En endotermos de pequeño tamaño corporal, y en general en crías, en respuesta a la exposición al frío por debajo del punto crítico inferior, se produce calor por termogénesis no tiritante. En mamíferos placentarios, el principal órgano efector es la grasa parda que es catabolizada para producir calor y no ATP.[49] Esta grasa está localizada en la región cervical y torácica, cerca del sistema nervioso central y del corazón.

##### Mecanismos de disipación de calor
Enfriamiento por evaporación
Para perder calor, por encima de la temperatura crítica superior, los homeotermos endotermos utilizan el enfriamiento por evaporación (por cada gramo de agua que se evapora se disipan 540 calorías de energía) y la vasodilatación de los vasos sanguíneos periféricos. Aunque el animal aumenta la tasa metabólica para incrementar la tasa de evaporación, la cantidad de calor eliminada por evaporación supera a la cantidad de calor producida por los procesos fisiológicos que aceleran la evaporación. Se conocen cinco mecanismos de enfriamiento por evaporación activa:
- Jadeo: en aves y mamíferos, comprende la evaporación del agua proveniente de las membranas húmedas y calientes que tapizan el tracto respiratorio.
- Movimientos guturales: en aves, comprende la vibración rápida del piso de la cavidad bucal, a menudo utilizado junto con el jadeo.
- Transpiración: en mamíferos, aunque algunas especies no transpiran, comprende la evaporación cutánea del líquido proveniente de las glándulas sudoríparas.
- Diseminación de saliva: algunos roedores y marsupiales esparcen saliva sobre sus extremidades, tórax u otras superficies corporales, la evaporación tiene lugar en la superficie del pelaje.Canguro esparciendo saliva sobre sus miembros anteriores.

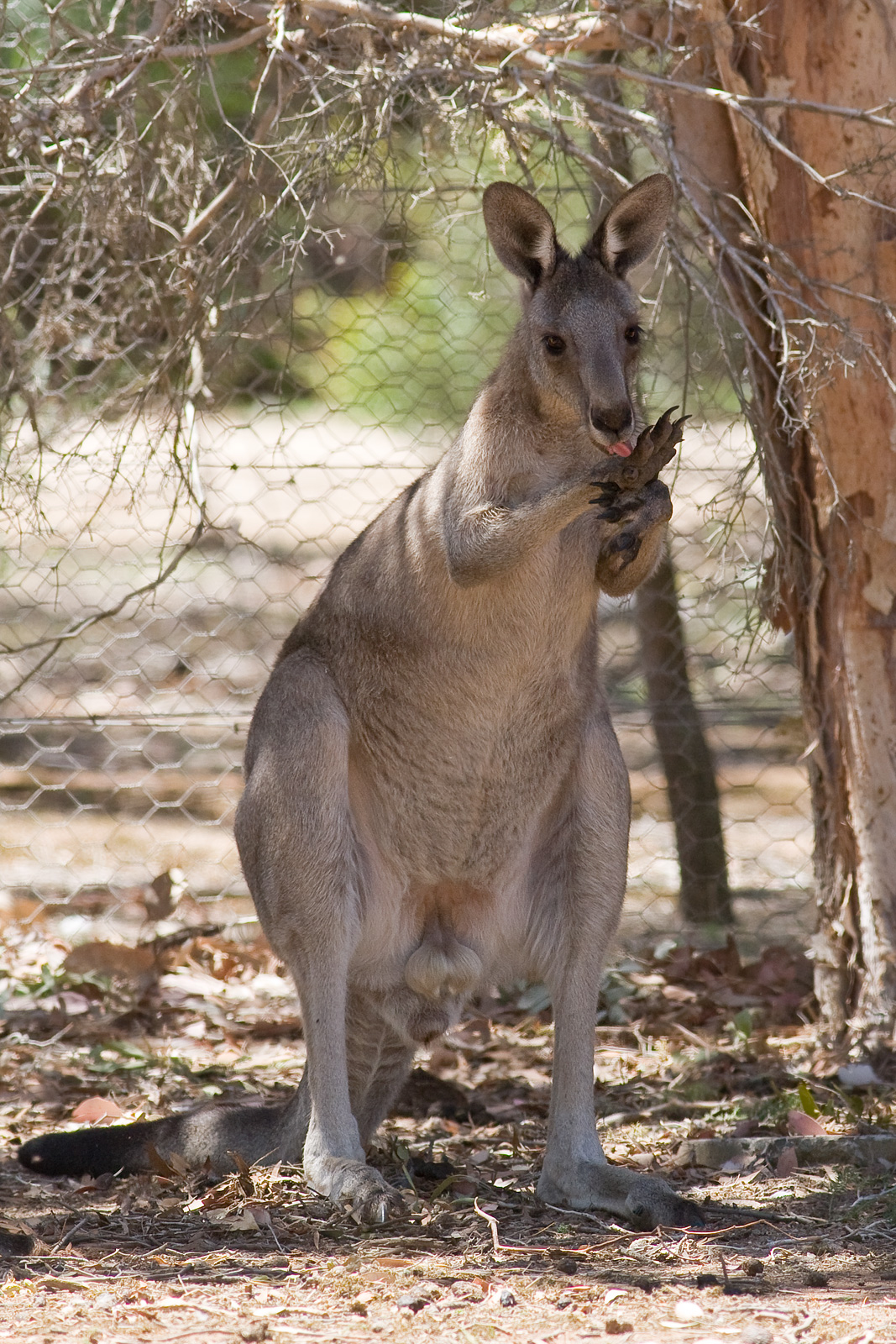
Canguro esparciendo saliva sobre sus miembros anteriores.

- Urohidrosis: algunas aves (cigüeña, buitre americano), evaporación del agua de la orina y heces que el ave descargó sobre la parte escamosa de las patas.

Tolerancia a la hipertermia
Los grandes ungulados autóctonos del desierto permiten que su temperatura corporal ascienda durante la parte calurosa del día perdiendo el calor almacenado durante la noche por métodos no evaporativos. Se considera que las fluctuaciones en la temperatura corporal que exceden los 2 °C son utilizadas por los animales del desierto para minimizar la pérdida de agua. El cerebro se mantiene más frío por un sistema de intercambio contracorriente que se conoce como rete mirabile carotídeo. Por ejemplo, el camello deshidratado en verano permite que su temperatura corporal descienda durante la noche hasta 34-35 °C y luego aumente por encima de los 40 °C durante el día. La beisa oryx (Oryx beisa) y la gacela de Grant (Gazella granti) son capaces de soportar temperaturas corporales de hasta 45 °C. Las aves ratites (avestruz, ñandú, emu, casuario) presentan una estrategia similar dependiendo de la hipertermia adaptativa y del enfriamiento contracorriente.

#### Hipotermia facultativa
A bajas temperaturas ambientales la endotermia está asociada a grandes costos energéticos, particularmente en mamíferos y aves de pequeño tamaño con alta relación área superficial-volumen. Durante la hipotermia facultativa se reduce la tasa metabólica basal y la temperatura corporal. Es un estado regulado y permite grandes ahorros de energía. Estas respuestas heterotérmicas incluyen al sopor diario y a la hibernación, que no deben confundirse con la hipotermia obligada que resulta de la incapacidad para mantener la termorregulación fisiológica. El sopor es un estado fisiológico de poca actividad, con disminución de la tasa metabólica y en general con una base diaria. Por ejemplo, los picaflores se encuentran entre los vertebrados endotermos de menor tamaño corporal presentando altas tasas metabólicas peso-específicas. Como una estrategia de ahorro de energía presentan sopor nocturno. La hibernación es un estado de hipotermia regulada durante días, semanas o meses, que permite a los animales conservar su energía frente a bajas temperaturas ambientales y/o escasez de alimento. Ejemplo de animales que hibernan lo constituyen las marmotas, los murciélagos, los lirones, los hámsteres.

## Termorregulación en las plantas
Hace más de doscientos años Jean-Baptiste Lamarck observó que, durante la secuencia de floración, las flores del aro europeo, probablemente Arum italicum, se calentaban. A partir de entonces, los botánicos han registrado calentamiento endotérmico e incluso termorregulación en las flores, inflorescencias o estróbilos de varias familias de plantas espermatófitas primitivas. Estas plantas poseen flores grandes y carnosas que, a menudo, son polinizadas por escarabajos, abejas o moscas. Se presentan ejemplos en monocotiledóneas (por ejemplo, Araceae), dicotiledóneas (por ejemplo, Nelumbonaceae), y gimnospermas (por ejemplo, Cycadaceae).  La generación endógena de calor se asocia usualmente con mamíferos y aves, sin embargo, también ocurre en algunas flores y constituye una adaptación que aumenta la tasa de polinización a través de la liberación de atrayentes químicos, que proporciona una recompensa de calor a los insectos polinizadores, o que puede estar asociada con el desarrollo floral o con la protección a las bajas temperaturas.
En función de los patrones de transición de la temperatura de sus tejidos, las actividades termogénicas han sido categorizadas en dos grupos: termogénesis transitoria y termogénesis homeotérmica. La producción de calor transitoria ha sido observada en la mayoría de las plantas termogénicas estudiadas, en estas plantas la temperaura del órgano termogénico aumenta de forma discontinua durante uno o dos eventos. Este tipo de termogénesis ha sido bien estudiado en especies del género Arum. En las plantas pertenecientes al segundo grupo, el órgano termogénico mantiene, con notable precisión, la temperatura constante durante varios días, este tipo de producción de calor termogénico ha sido informado para un número limitado de especies, tales como el loto sagrado (Nelumbo nucifera) y la col de mofeta (Symplocarpus sp). Así por ejemplo, se ha observado que en el pico de la termogénesis transitoria la temperatura del espádice de Arum maculatum puede ser mayor a 30 °C cuando la temperatura ambiente es de 7 a 22 °C. Por otra parte, se ha observado que la col de mofeta, Symplocarpus foetidus, puede termorregular por dos o más semanas. Cuando la temperatura ambiente varía entre -15 °C a 15 °C, la temperatura del espádice se incrementa en 15 a 35 °C por encima de la temperatura ambiente. En su ambiente natural el calor producido es suficiente para fundir la nieve circundante. La inflorescencia del filodendro, Philodendron selloum, puede calentarse por encima de 40 °C a temperaturas ambientales cercanas a la congelación. Dado que la mayor parte de las especies de Araceae son tropicales, el escape a la congelación por termogénesis sería una exaptación fisiológica de un proceso que originalmente evolucionó en respuesta a presiones selectivas diferentes al estrés por congelación.
La producción de calor de las plantas termogénicas se ha atribuido a un gran aumento en la expresión de la oxidasa alternativa (AOX). La enzima AOX actúa como una oxidasa terminal alternativa en la cadena respiratoria mitocondrial, donde reduce el oxígeno molecular a agua, salteándose dos centros de conservación de energía y, por lo tanto, no se genera el gradiente de protones que llevaría a la síntesis de ATP. Consecuentemente, la energía que es conservada como ATP en la ruta clásica, se pierde como calor cuando los electrones pasan a través de la ruta alternativa. Se ha indicado que, en general, la producción de calor comienza en las flores masculinas y luego se propaga por toda la inflorescencia. Este patrón reflejaría el movimiento de una señal química,"calorígeno", que podría ser el ácido salícilico.
Aún no se conoce el mecanismo de control fisiológico de la termorregulación de las plantas, pero a diferencia de lo que ocurre en mamíferos y aves, el control tendría lugar a un nivel estrictamente bioquímico o molecular. Al respecto, se ha encontrado que en el loto sagrado, Nelumbo nucifera, existe una marcada demora entre el cambio en la temperatura de la flor y la respuesta compensatoria, este resultado indicaría que la temperatura está regulada a través de un mecanismo de retroalimentación bioquímica y no por cambios estructurales de las enzimas o de las membranas.